# Rubén I de Armenia
Rubén I (armenio: Ռուբեն Ա, Rupen o Ruben), (1025–1095) fue el fundador del reino Armenio de Cilicia.
Siendo señor de Gobidar y Goromosol, declaró la independencia al iniciar una rebelión contra el Imperio bizantino en 1080, y tomó la fortaleza de Partzerpert. Nacido en Armenia, Rubén era probablemente miembro de la dinastía Bagratuni, que había gobernado Cilicia tras la caída de Ani en 1045. Era pariente de Gagik II, el último rey de Ani.
Rubén murió en 1095 y fue enterrado en el monasterio de Castalon. Su hijo, Constantino I de Armenia, lo sucedió.